# De Kift
De Kift est un groupe néerlandais de punk rock, pop, folk et de musique festive paradoxalement assez mélancolique.

## Histoire
De Kift se forme en 1988 par le guitariste Ferry Heijne et le percussionniste Wim ter Weele, qui tous deux avaient déjà plusieurs expériences en groupe à leur actif, mais qui souhaitaient, avec ce nouveau projet, interpréter des chansons en néerlandais, et non plus en anglais, comme ils le faisaient auparavant.
Après un premier single éponyme paru en 1988, l'album Ijverzucht est enregistré en 1989, avec une formation encore classiquement rock : guitare, basse, batterie et chant, auquel s'ajoutait déjà de la trompette et du tuba. Après la parution de cet album, le chanteur et parolier de De Kift, Maarten Oudshoorn, quitte le groupe. Ferry Heijne le remplace au chant, et son père, Jan (trompette), jeune retraité, rejoint la formation, dont le deuxième album, Krankenhaus (1993) met davantage l'accent sur les instruments à vent. Par la suite, le groupe s'adjoint les services du cousin de Ferry Heijne (Pim, guitare et chant), et de Mathijs Houwink (basse).
En 2001, De Kift reçoit une Zilveren Harp, décernée par la fondation Buma Cultuur.
En 2005, le groupe réalise une compilation des albums Koper et Vlaskoorts à destination du public français : De Kift 2005 (la même opération est réalisée l'année suivante à destination du public américain). De Kift 2005 sort en France sur Mon slip, le label des Têtes raides, et est présenté au public lors d'une soirée au théâtre des Bouffes-du-Nord, à Paris. En 2006, De Kift participent à l'album hommage à Dick Annegarn Le Grand dîner, sur lequel ils interprètent le morceau La Limonade, en compagnie d'Arthur H, qui les avait invités à participer à ce projet.

## Style musical et influences
D'abord dans le sillage du mouvement punk, leur style musical évolue progressivement jusqu'à devenir une sorte de fanfare familiale multi-générationnelle. Le chanteur est le frère du guitariste ; le bassiste est leur neveu, et le trompettiste leur père. La femme de ce dernier s'occupe de la boutique merchandising lors des tournées.
C'est après le départ de Maarten Oudshoorn, De Kift décide de chercher l'inspiration de ses textes dans la littérature : c'est ainsi que ceux de l'album suivant, Krankenhaus (1993) se constituent de fragments de textes des écrivains Wolfgang Borchert, Erich Maria Remarque ou encore Jan Arends, arrangés par Ferry Heijne. Les albums suivants conserveront cette même tonalité littéraire : Vlaskoorts (1999) met en musique des textes de Flannery O'Connor et de Nicolas Gogol notamment, tandis que 7 (2006) puise dans la poésie russe, d'Alexandre Pouchkine à Boris Ryji, en passant par Alexandre Blok ou encore Anna Akhmatova. Ce dernier album existe en plusieurs versions différentes, les poèmes étant traduits et chantés en néerlandais, en allemand ou en français, suivant les espaces linguistiques où l'album est distribué. L'album est adapté en film l'année suivante sous le nom de Yzeren Hond.
Outre cette inspiration littéraire très marquée, De Kift travaille également sur des œuvres qui se situent à mi-chemin entre le théâtre et la musique, avec l'album Gaaphonger (1996), qui raconte l'expédition désastreuse de Willem Barentsz en Nouvelle-Zemble à la fin du XVIe siècle. Cet album est représenté dans des salles de concerts comme de théâtre, et fait également l'objet d'une tournée spécialement destinée au jeune public. Quant à Vier voor Vier (2003), il s'agit d'un opéra tiré d'une pièce de théâtre du dramaturge russe Daniil Harms.
De Kift est connu pour ses pochettes de CD DIY. Les albums sont publiés en privé et emballés dans un emballage spécial - souvent fait à la main. Il y a un album qui se présente sous la forme d'une boîte à cigares (Krankenhaus), d'un livre de cuisine ou encore d'un cadre photo (Vlaskoorts). La mise en emballage des cd se fait généralement lors de « jours maigres » avec des volontaires qui se sont engagés à le faire.

## Apparitions
Les membres de De Kift apparaissent au cinéma, notamment en 2003 dans De Arm van Jezus, un film d'André van der Hout, qui avait participé en 2000 à l'adaptation en film de Vlaskoorts (Yzeren Hond, réalisé en collaboration avec Karen Mulder et Matte Mourik). Le groupe signe la musique et interprète la quasi-totalité des rôles de De Arm van Jezus, qui obtient plusieurs récompenses dans les festivals de cinéma néerlandais.

## Discographie
- 1989 : IJverzucht
- 1993 : Krankenhaus
- 1997 : Gaaphonger
- 1999 : Vlaskoorts
- 2001 : Koper
- 2003 : Vier Voor Vier
- 2005 : De Kift 2005)
- 2006 : 7
- 2008 : Hoofdkaas
- 2011 : Brik